# Giacomo Soleri
Giacomo Soleri (Pagliero di San Damiano Macra, 16 maggio 1910 – Saluzzo, 16 maggio 1963) è stato un filosofo e teologo italiano.

## Biografia
Nato in un piccolo centro della provincia di Cuneo, studiò all'Università Cattolica di Milano, fu ordinato sacerdote nel 1934 e terminò gli studi  nel 1940. Ebbe come maestro Francesco Olgiati, uno dei fondatori dell'Università Cattolica del Sacro Cuore. Lavorò a più di 100 scritti fra cui Il problema metafisico del male (del 1952) e Inevitabilità e decisività del problema teologico (del 1957).
È intitolato al suo nome l'Istituto di istruzione superiore "G. Soleri" di Saluzzo, ove il sacerdote insegnò e fu preside dal 1945 al 1954 e dal 1958 al 1962.

## Opere
- La proprietà, S.E.I. Torino 1944 (II ed. riveduta 1947);
- Telesio, La Scuola, Brescia 1944;
- Lucrezio, La Scuola, Brescia, 1945;
- Marco Aurelio, La Scuola, Brescia 1947;
- L'immortalità dell'anima in Aristotele, S.E.I., Torino 1952;
- Economia e morale, Borla, Torino 1960;
- Il problema metafisico del male in “Sapienza”, a. V, 1952;
- Essere, atto, valore in AA. VV., Il problema del valore, Morcelliana, Brescia 1957;
- Incisività e decisività del problema  teologico, in “Studia Patavina”, a. IV, 1957;
- Orizzonte della metafisica aristotelica.[2]